# Thếp vàng

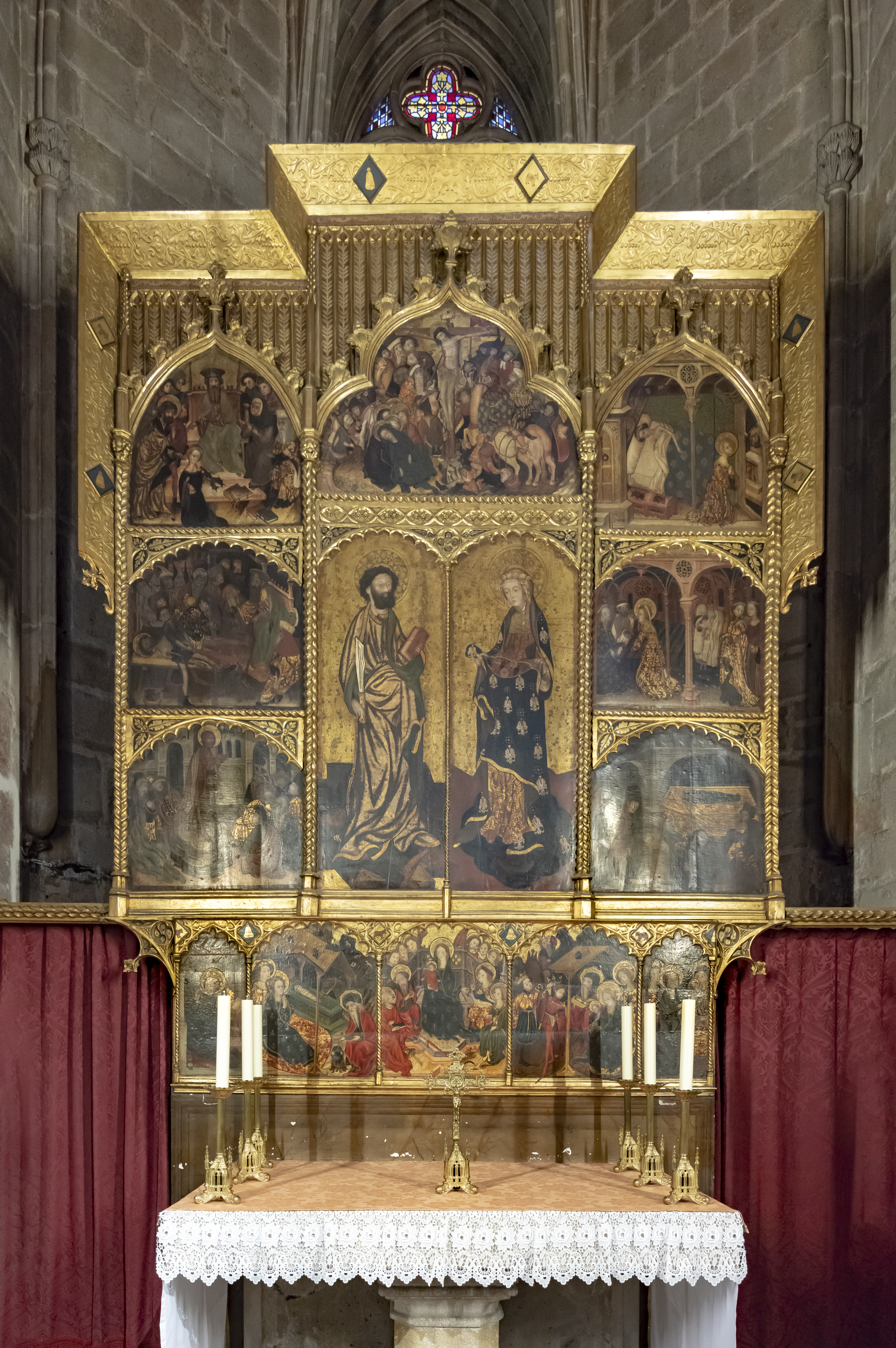
Bàn thờ thếp vàng tạo năm 1401 trong thánh đường Barcelona

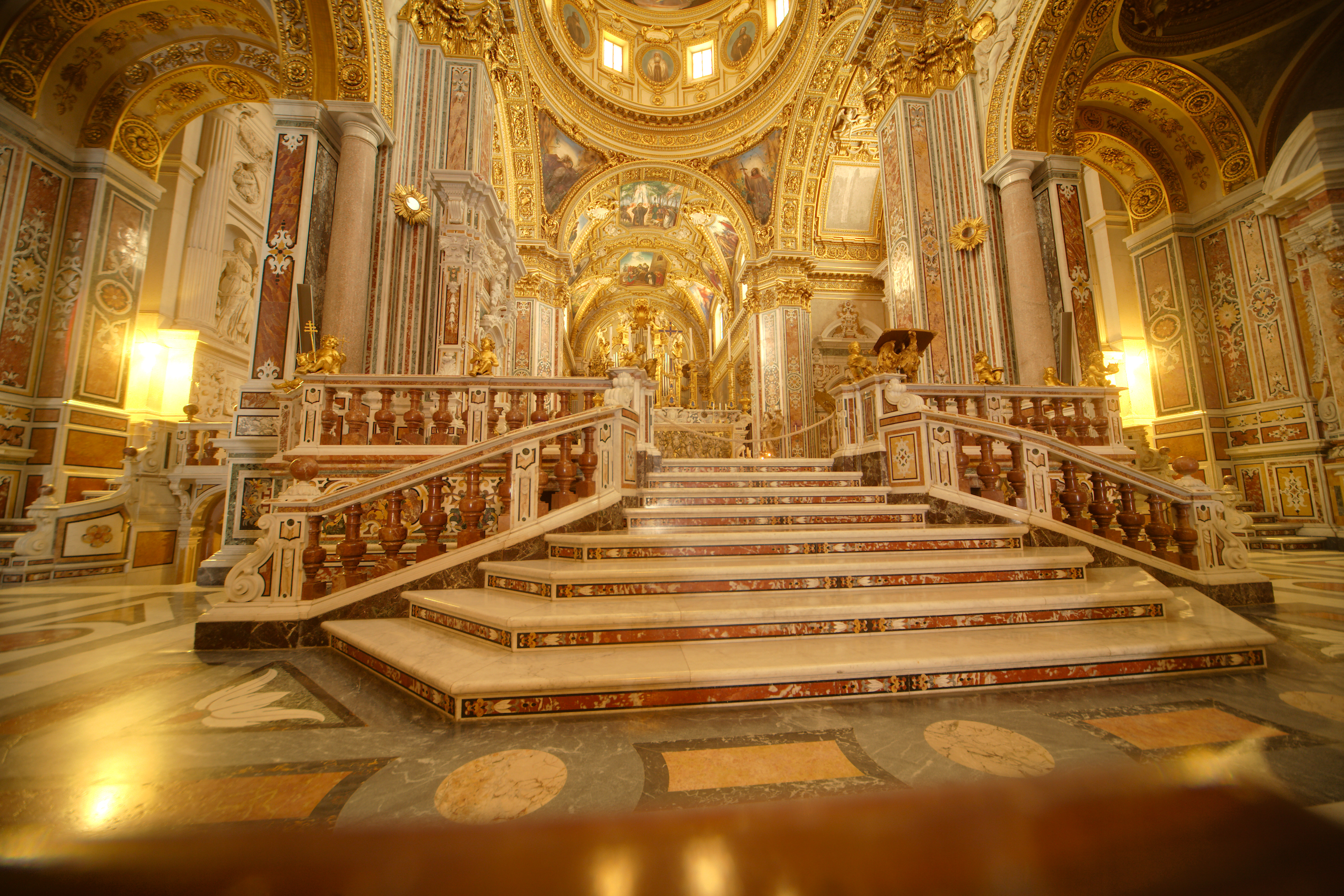
Nội thất mạ vàng ở sòng bạc Monte Cassino

Thếp vàng (hay mạ vàng, dát vàng, thiếp vàng) là kỹ thuật trang trí dán lớp vàng lá, cũng gọi là vàng quỳ, thật mỏng lên mặt các vật dụng bằng gỗ, đá, và kim loại để tạo màu sắc bằng vàng. Cách thếp vàng truyền thống là dán vàng bằng tay nhưng sang thời hiện đại thì cũng có thể thếp vàng bằng hóa học và điện lực, tức mạ vàng.

## Việt Nam
Việc thếp vàng ở Việt Nam là công việc cầu kỳ, tinh xảo, có câu "sơn son thếp vàng" là chỉ về điều này. Tại Việt Nam ngoài các chất liệu gỗ, đá, các mặt hàng sơn mài cũng được dùng thếp vàng, dùng sơn ta làm keo dính. Làng Kiêu Kỵ, huyện Gia Lâm, Hà Nội là làng nghề có tiếng thếp vàng, chủ yếu là đồ thờ tam sự, ngũ sự, hoành phi, câu đối cùng tượng Phật. Làng Sơn Đồng, huyện Hoài Đức cũng là nơi giỏi nghề thếp. Ở Huế thì làng Tiên Nộn là nơi từng cung cấp các vật dụng thếp vàng cho triều đình nhà Nguyễn. Đối với vua chúa và các nhà quyền quý thì những vật thường dụng kể cả bàn, ghế, sập gỗ, tủ chè cũng được thếp vàng.